# Omphax idonea
Omphax idonea là một loài bướm đêm trong họ Geometridae.